# Llista d'alcaldes de Montgat
La llista d'alcaldes de Montgat (Maresme) recull les persones que han estat presidents de la corporació municipal montgatina.
| Nom                              | Període   | Partit   | Ref.  |
| -------------------------------- | --------- | -------- | ----- |
| Pere Rodés i Raymond             | 1933-?    |          | [ 1 ] |
| Pere de José i Hermens           | 1979-1999 | PSUC/PSC | [ 2 ] |
| Rosa Alemán i Serra              | 1999-2003 | PSC      | [ 2 ] |
| Alfred Matamala i Graupera       | 2003-2005 | CIU      | [ 2 ] |
| Jordi Ràmia i Gisbert            | 2005-2011 | PSC      | [ 2 ] |
| Francesc Xavier Garcia i Arrocha | 2011-2015 | CiU      | [ 2 ] |
| Rosa Funtané i Vilà              | 2015-2019 | ERC-AM   | [ 3 ] |
| Andreu Absil i Solà              | 2019-2022 | PSC      | [ 4 ] |
| Mercè Marín i Planas             | 2022-2023 | Junts    | [ 5 ] |
| Andreu Absil i Solà              | 2023-Avui | PSC      | [ 6 ] |